# Sindrome di Melkersson-Rosenthal
Per  sindrome di Melkersson-Rosenthal  in campo medico, si intende una rara forma di malattia a livello neurologico. È un raro disturbo neurologico caratterizzato da paralisi facciale ricorrente, gonfiore del viso e delle labbra (di solito il labbro superiore - cheilite granulomatosica) e lo sviluppo di pieghe e solchi nella lingua (lingua fissurata). L'esordio è nell'infanzia o la prima adolescenza. Dopo attacchi ricorrenti (che vanno dai giorni agli anni in mezzo), il gonfiore può persistere e aumentare, diventando infine permanente. Il labbro può diventare duro, screpolato e fessurato con uno scolorimento bruno-rossastro. La causa della sindrome di Melkersson-Rosenthal è sconosciuta, ma potrebbe esserci una predisposizione genetica. È stato notato che è particolarmente diffuso tra alcuni gruppi etnici in Bolivia. In tutto il mondo sono stati segnalati circa 400 casi.

## Storia
A discapito del nome la condizione fu descritta per la prima volta da Lothar von Frankl-Hochwart (1862-1914) nel 1891 e pochi anni dopo nel 1894 da Paul Hübschmann. All'inizio del secolo ventesimo anche Grigorij Ivanovič Rossolimo riscontrò tale anomalia nei suoi studi. La sindrome è così chiamata per via di altri due studiosi che riuscirono ad elencare i sintomi distintivi, fra cui le anomalie della lingua.

## Tipologia
Oltre a quella principale sono state individuate 4 forme leggermente diverse di tale sindrome.

## Epidemiologia
Si manifesta principalmente nell'infanzia e nella prima giovinezza, non mostra alcuna preferenza per quanto riguarda il sesso o la razza.

## Eziologia
Le esatte cause della malattia rimangono sconosciute anche se si è trovato un collegamento con altre patologie come la tiroidite di Hashimoto, mentre sono state studiate le possibili relazioni con le allergie da cibo.

## Sintomatologia
Fra i sintomi e i segni clinici ritroviamo paralisi facciale, edema orofacciale e comparsa di pieghe sulla lingua. A questi tre sintomi principali si può aggiungere gonfiore alle labbra, anche se raramente è presente in un unico episodio tutta la triade delle manifestazioni (alcuni studi hanno dimostrato che ciò avviene nell'8-25% dei casi).

## Diagnosi
La diagnosi si basa principalmente sulle caratteristiche cliniche. Tuttavia, la biopsia è utile sia nella diagnosi che nella differenziazione tra i diversi tipi di malattia.
Dalla presenza dei sintomi, in special modo dall'edema facciale, si deve sospettare una possibile diagnosi della sindrome, mentre tramite gli esami ematochimici si evidenzia un basso livello di IgE (particolari tipi di anticorpi monomerici).

## Terapia
Il trattamento è farmacologico, si utilizzano i corticosteroidi, adalimumab e la clofazimina.

## Prognosi
La prognosi è generalmente buona. La sindrome può ripresentarsi in modo intermittente dopo il suo primo esordio e i follow-up dovrebbero escludere lo sviluppo della malattia di Crohn e della sarcoidosi.